# Cripta de los Héroes (Tacna)
La cripta de los Héroes es un monumento ubicado en el cerro Intiorko en Tacna, Perú conmemorando la batalla del Alto de la Alianza. Actualmente se encuentra parcialmente destruido.

## Historia

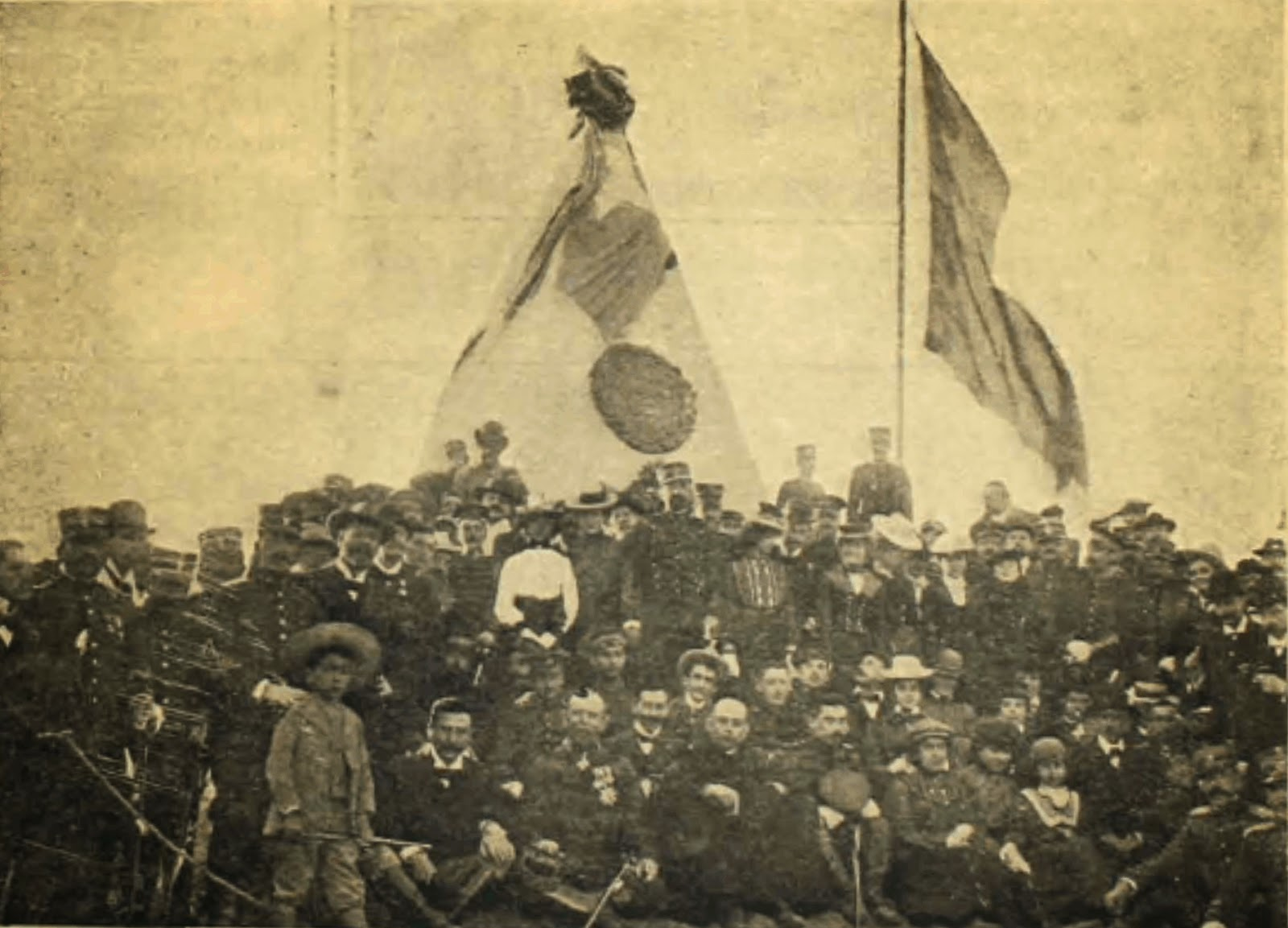
La Cripta de los Héroes siendo inaugurada en 1901.

Fue inaugurado el 19 de septiembre (Día de las Glorias del Ejército de Chile) de 1901 por la administración chilena teniendo solo la pirámide metálica (con la fecha 28 de mayo en vez del 26 de mayo) en colaboración con el comité Pro Patria. Los curas peruanos de Tacna, que posteriormente serían expulsados, no quisieron solemnizar la ceremonia de inauguración la cual fue solemnizada por el presbítero Juan José Julio Elizalde apodado como "Pope Julio".
Tras la reincorporación de Tacna al Perú en 1929 se coloca una estatua de Cristo Redentor junto a una cruz. Hasta 1979 los tacneños rendían homenaje a los caídos en el lugar, sin embargo, tras la construcción del Complejo Monumental Alto de la Alianza, el lugar pasa al olvido y se deteriora con el tiempo además de sufrir vandalismo.

## Proyecto de restauración
El tacneño Héctor Jiménez J. encabeza los esfuerzos por la restauración del monumento histórico y acusa al gobierno regional de haberlo abandonado.